# Mandrin
Mandrin (fr. Mandrin, bandit gentilhomme, wł. L’indomabile) – francusko-włoski film płaszcza i szpady z 1962 roku w reżyserii Jeana-Paula Le Chanois na podst. powieści Mandrin Arthura Bernède. Opiera się na życiu słynnego przemytnika i rozbójnika Louisa Mandrina, który działał za panowania Ludwika XV.
Scenografię do filmu zaprojektował polski scenograf Anatol Radzinowicz. Zdjęcia plenerowe miały miejsce w południowej Polsce, w okolicach Tatr oraz Château de Vigny pod Paryżem.

## Fabuła
W 1750 roku ludność Francji jest nękana coraz wyższymi podatkami i nieustannymi wojnami prowadzonymi przez króla Ludwika XV. Władze gminy Saint-Étienne-de-Saint-Geoirs witają z wielką fetą gubernatora Delfinatu, jednocześnie ukrywając ubogich mieszkańców i oznaki biedy. Przyszły zięć mera wioski – bednarz Louis Mandrin zirytowany tą obłudą zakłóca powitanie swą pracą. Korzystając zamieszania, jeden z ubogich mieszkańców ujawnia się gubernatorowi, mówiąc mu o marnych dochodach. Gubernator wzburzony kłamstwami opuszcza gminę i karze ją dodatkowymi haraczami, a uciekinier ukrywa się u Mandrina. Władze chcą obciążyć kosztami ludność, a sędzia de Moret karze Mandrina grzywną w wysokości 2 tys. écu, którą musi spłacić w ciągu trzech dni, inaczej sąd zajmie jego zapas drewna na beczki.
Mandrin nie wierzy, że grzywna pójdzie do skarbu państwa, po czym uniemożliwia zajęcie własności jednego z biedniejszych mieszkańców. Jego ślub z Antoinette, córką burmistrza zostaje unieważniony i za jego głowę sąd wyznacza nagrodę. Przed planowaną ucieczką do Genewy Mandrin chce wziąć Antoinette ze sobą, ale ta odmawia i sugeruje skorzystanie ze znajomości jej ojca i zaprzyjaźnionego wicehrabiego. W swej tułaczce Mandrin ratuje innych ludzi również prześladowanych przez władzę, którzy w podzięce mu towarzyszą. Gdy zatrzymują się na jarmarku, do drużyny Mandrina dołącza piękna Cyganka imieniem Myrtille ze swym ojcem Marco. Mandrin dowiaduje się, że jego dom sprzedano i jego matka musi pracować w polu, a jego szwagra Josepha skazano na powieszenie za pomoc wyjętym spod prawa. Mandrin ratuje Josepha, jednak zostaje zaocznie skazany na śmierć i za jego głowę wyznacza się pięćset écu.
Marco opiekuje się rannym Josephem i każe Myrtille wskazać banitom bezpieczną drogę do Sabaudii. Trafiają na przemytników pod wodzą Bélissarda otoczonych przez żandarmerię. Banici pomagają przemytnikom odeprzeć wspólnego wroga. Wracająca do ojca Myrtille odkrywa powieszonego Josepha i umierającego Marco mówiącego, że to robota służb, które zabrały do aresztu Ménestrela, jednego z bandy Mandrina. Tymczasem wdzięczny Bélissard zaprasza banitów do kryjówki w ruinach zamku i deklaruje pomoc w odbiciu Ménestrela. Przemytnicy są jednak niechętni i oskarżają Myrtille o podjudzanie. Bélissard chce ją zrobić swoją kobietą, co nie podoba się Mandrinowi. Wyzywa więc Bélissarda na pojedynek, gdzie stawką jest przywództwo nad przemytnikami i wygrywa go. Wspólnymi siłami oswabadzają Ménestrela i innych niesłusznie skazanych więźniów, których wcielają do swych oddziałów.
Następnie rabują nadużywających uprawnień poborców podatkowych i na ich koszt obdarowują najuboższych. Działalność rozbójnicza Mandrina uderzająca w służby jest coraz bardziej znana i wdzięczny lud wznosi pieśni na jego cześć. Jego sława dociera również do Voltaire’a sympatyzującego z rozbójnikami. Tymczasem kawaler Grandville wciela swój plan w dopadnięciu Mandrina. Jako rzekomy więzień infiltruje jego oddziały i ma dać znak wojsku do działań. Jednak w planowaną zasadzkę wpada Bélissard i to on ginie. Ludwik XV rzuca swe wojska przeciw Mandrinowi. Ten jednak zakazuje swym ludziom atakowania królewskich wojsk, mówiąc, że walczą z grabieżcami rujnującymi królestwo. Z Mandrinem jednoczy się Antoinette, która wbrew swej woli ma poślubić sędziego de Moreta..
W zaprzyjaźnionej karczmie rozbójnicy więżą zatrzymującego się tu szwajcarskiego arystokratę, markiza d’Ulricha jadącego do Wersalu, a Mandrin pod niego się podszywa. Zatrzymuje się w zamku d’Escourt, by zobaczyć się z wdową po baronie, jak planował prawdziwy markiz. Baronowa zaprasza Mandrina na pierwszy od zakończenia jej żałoby bal dla miejscowych szlachty i wojskowych. Rozbójnicy i markiz w strojach chłopów umykają dragonom, którzy niedługo orientują się, że eskortowali fałszywego markiza. Obecny jest również de Moret, który, widząc Antoinette, chce jej użyć jako przynęty dla Mandrina, lecz powstrzymuje go Myrtille, zabijając go na miejscu. Myrtille ucieka do zamku d’Escourt, by ostrzec Mandrina przed niebezpieczeństwem. Ten ucieka w trakcie balu baronowej.
W pobliskim mieście Antoinette jest sądzona przez Grandville’a za współpracę z rozbójnikami, jednak markiz nie mający do nich urazy daje jej alibi. Ratuje ją Mandrin, który znów salwuje się ucieczką, lecz zostaje schwytany. Miejscowa ludność wdzięczna za wszystko Mandrinowi udaje się do miasta i go odbija. Wojsko uważa, że skoro wszyscy są w mieście, to nikt się nie wymknie. Mandrin przewidział to, umieszczając kilku przebranych rozbójników poza miastem na przeszpiegi. Czeka na sygnał od Myrtille w wieży kościelnej, gdzie atakuje ją skrywający się Grandville. Ma już zastrzelić Myrtille, lecz życie poświęca zakochany w niej Ménestrel i to on uruchamia dzwon jako sygnał do walki. Ludność skutecznie odpiera wojsko, zaś Mandrin staje do walki z Grandville’em, który ginie przez defenestrację. Mandrin usłyszawszy o kolejnych pojmanych jedzie im na ratunek mimo ostrzeżeń Antoinette i Myrtille o strasznej śmierci jak go czeka, jaką przewidziała Myrtille. Mandrin stwierdza, że każdy kiedyś musi umrzeć.

## Obsada
- Georges Rivière jako Louis Mandrin
- Silvia Monfort jako Myrtille
- Jeanne Valérie jako Antoinette
- Georges Wilson jako Bélissard
- Maurice Baquet jako „Court-Toujours”
- Albert Rémy jako „Grain de sel”
- Jess Hahn jako kłusownik Bertrand
- Gil Baladou jako Ménestrel
- Leon Niemczyk jako Grandville
- Tadeusz Bartosik jako Marco
- Dany Robin jako baronowa d’Escourt
- André Versini jako markiz d’Ulrich
- Armand Mestral jako Sigismond de Moret
- Claude Carliez jako arystokrata na jarmarku
- Georges Rouquier jako Voltaire
- Jean-Paul Le Chanois jako kapelan baronowej d’Escourt
- Krzysztof Litwin jako herold
- Artur Młodnicki jako sierżant
- Anatol Kobyliński jako przemytnik
- Leopold René Nowak jako przemytnik
- Władysław Pawłowicz jako żołnierz
- François Périer jako Narrator (głos)

## Odbiór
Joanna Guze na łamach „Filmu” dała Mandrinowi ocenę negatywną, wyrażając nadzieję, że film będzie dozwolony do lat dwunastu, gdyż „nie wydaje się, że mógł zdobyć widownię o smaku jako tako ukształtowanym, nie dającą się zadowolić samym tylko pokazem bójek i galopad”. Ubolewała też nad udziałem Georgesa Wilsona, którego znakomity talent aktorski nie jest w stanie wynagrodzić reszty słabej obsady, „z której udałoby się może jeszcze wyłączyć Sylvię Mofort”. Określiła film jako gorszy od Cartouche’a-zbójcy: „Człowiek wybrzydza się na «Cartouche’a-zbójcę» de Broki, Pan Bóg zsyła mu «Mandrina, rycerskiego zbójcę» Le Chanois. Zawsze może być gorzej”.